# Alternanthera aristata
Alternanthera aristata là loài thực vật có hoa thuộc họ Dền. Loài này được (Danguy & Cherm.) Suess. mô tả khoa học đầu tiên năm 1935.